# Alessandra Minetti
Pour les articles homonymes, voir Minetti (homonymie).

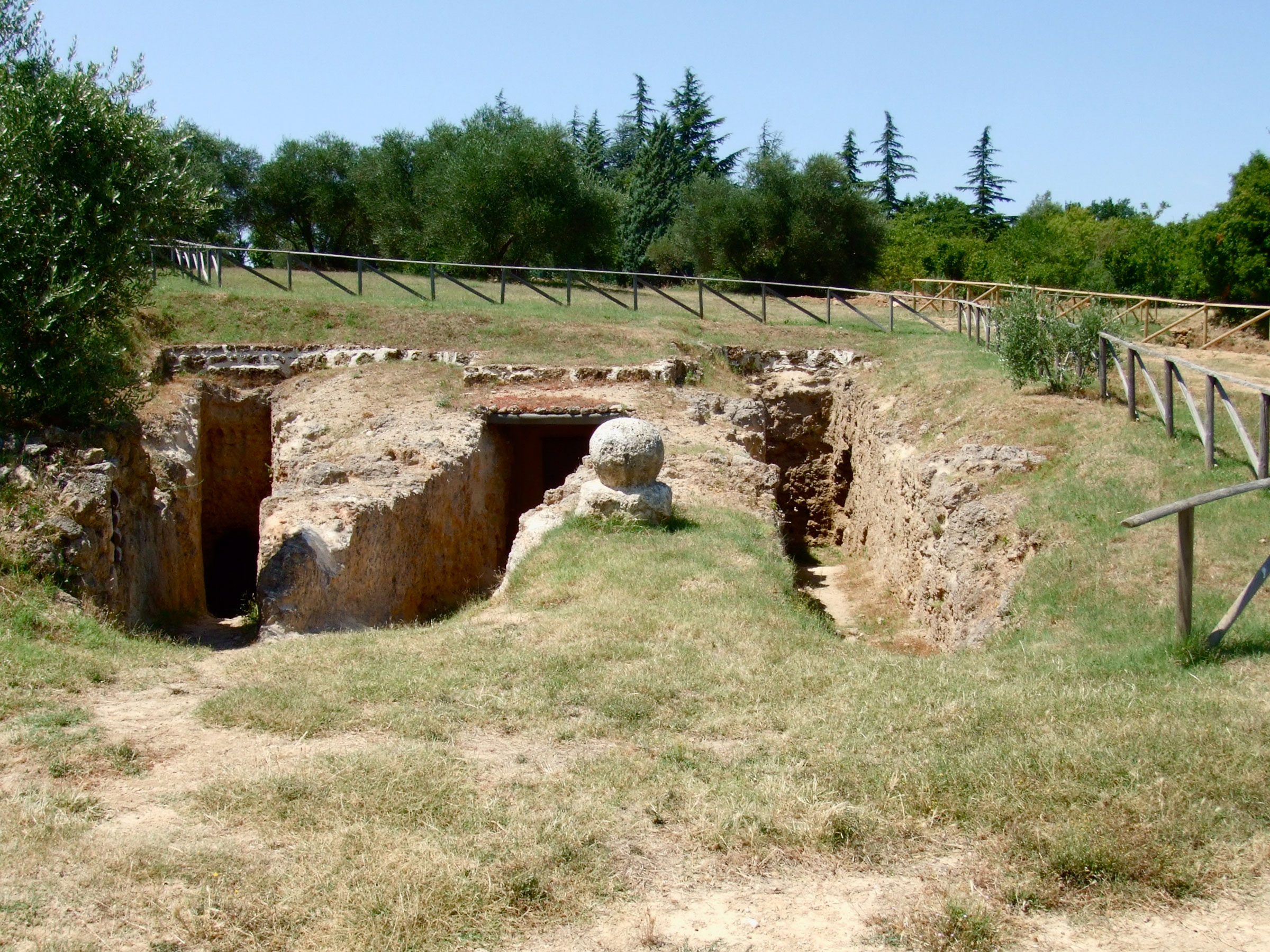
Tomba della quadriga infernale.

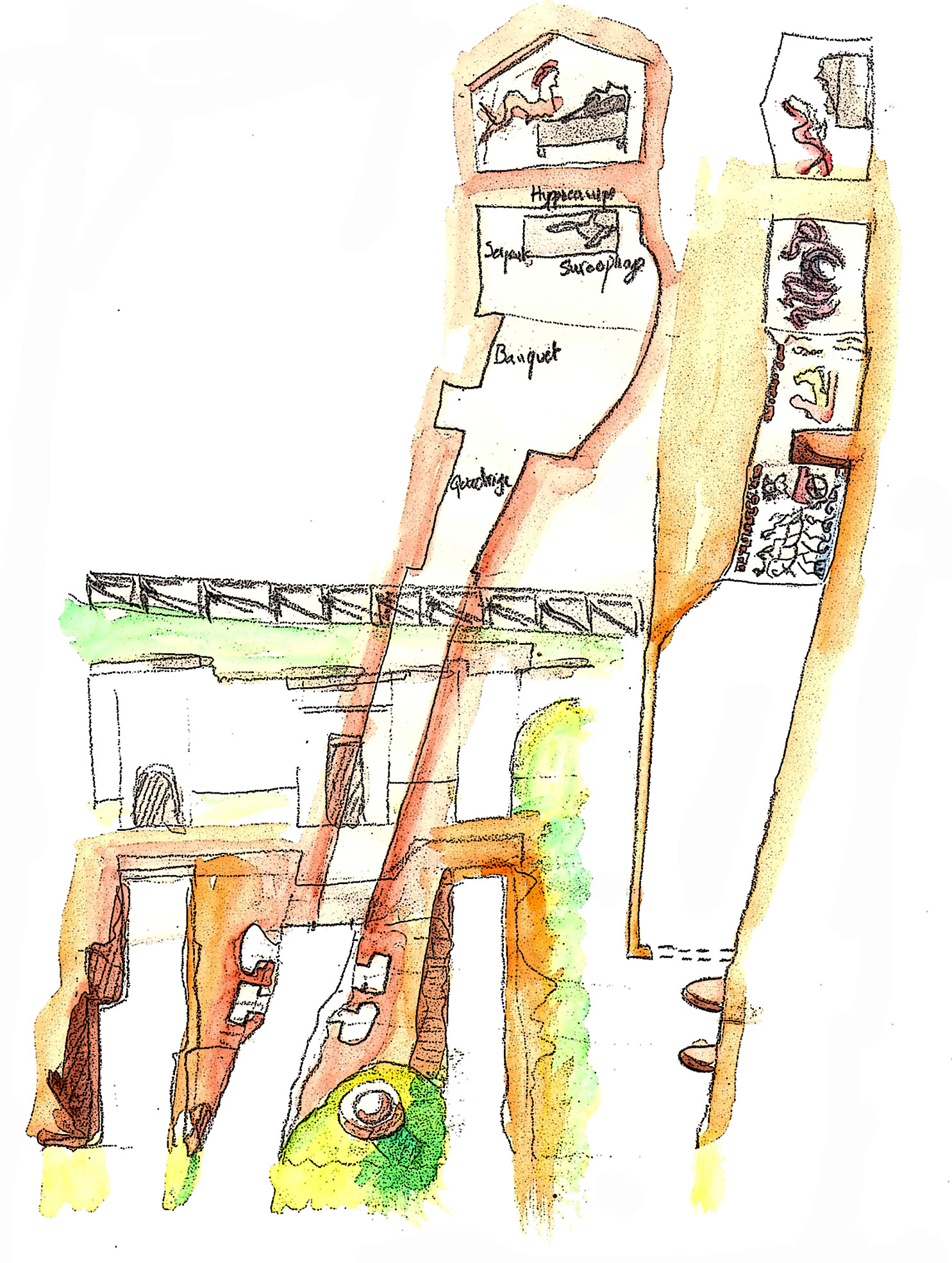
Vue d'artiste des vues du plan de la tombe.

Alessandra Minetti (née le 24 mai 1967 à Montepulciano, dans la province de Sienne) est une archéologue italienne et une étruscologue.

## Biographie
Alessandra Minetti a fondé le Museo civico archeologico de Sarteano dont elle est la directrice.
Depuis les années 2000, elle dirige les fouilles de la nécropole des Pianacce qui ont abouti, entre autres, à la découverte en 2003 de la Tomba della quadriga infernale.

## Ouvrages
- « La tomba della Pania: corredo e rituale funerario », Annali di archeologia e storia antica,  (ISSN 1127-7130), no 5, p. 27-56, 1998.
- « La tomba della Quadriga Infernale di Sarteano » » in Studi Etruschi LXX, 2004, p. 135-159.
- La necropoli della Palazzina nel Museo civico archeologico di Sarteano, publication Amministrazione provinciale di Siena, Sistema dei musei senesi, 2001.
- L'orientalizzante a Chiusi e nel suo territorio, « L'Erma » di Bretschneider, 2004[2].
- Pittura Etrusca, problemi e prospettive, Alsaba Grafiche, Protagon, Editori Toscani.